# Antoine Portail
Antoine Portail (1675 - 3 de mayo de 1736) fue un hombre político francés, primer presidente del Parlamento de París. Fue miembro de la Academia Francesa, electo para el asiento número 17.

## Datos biográficos
Fue hijo de un miembro de la gran cámara del Parlamento de París y alumno de Charles Rollin. Conejero, abogado general y presidente à mortier (uno de los cargos más importantes de la justicia francesa del antiguo régimen), antes de ser el primer presidente del Parlamento en 1724. Ese mismo año fue elegido miembro de la Academia Francesa.« Su elocuencia natural y su afición por las letras dice lacónicamente Jean le Rond d'Alembert, fueron sus títulos para ser electo académico ≫.
Rindió importantes servicios a Louis XIV y, bajo la Regencia, fue nombrado junto con Gillaume de Lamoignon, presidente de la Cámara de Justicia, creada en 1716 para examinar las cuentas públicas desde 1698, y castigar la corrupción. Más tarde fue uno de los comisarios encargados, junto con el regente, de rsolver las dificultades que el sistema de Law había creado.
« Era, dijo Edmond Jean François Barbier, un magistrado de bella figura, gracioso y de una amabilidad infinita hacia todo mundo...»
Se casó con la nieta de Toussaint Rose.